# Big Flats (New York, statisztikai település)
Big Flats statisztikai település az USA New York államában, Chemung megyében. Lakosainak száma 5555 fő (2020. április 1.).

## Népesség
A település népességének változása:

| 2010 | 5 277 |
| 2020 | 5 555 |